# Cal Joanet de Tivís
Cal Joanet de Tivís és una masia del Prat de Llobregat inclosa en l'Inventari del Patrimoni Arquitectònic de Catalunya.

## Descripció
És una masia que correspon a l'esquema 2. I de Danés i Torras, amb l'afegit d'un mòdul lateral cobert a una sola vessant. Aquest mòdul ha estat ampliat recentment, cosa que no impedeix considerar la masia del segle xviii. Una pedra de l'estable porta la inscripció epigràfica de l'any 1711. El finestral gòtic (del segle xvi) pot haver estat aprofitat d'una construcció anterior al segle xviii.
La rusticitat de l'edifici, amb arcs rebaixats a les portes, estructura similar a la de la major part de masies del Prat de similar cronologia, i detalls com el ràfec frontal de conducció d'aigües, fet amb teules, corroboren una cronologia setcentista per a l'edifici.
Finestral gòtic de pedra esculpit a cisell amb formes geomètriques i florals fetes a trepa. La seva riquesa de factura i les seves formes ogivals quasi flordelisades ens situen l'obra dins un gòtic català avançat de caràcter francogòtic, perfectament possible al segle xvi. Per una altra part, la similitud de la finestra amb les altres conservades de l'antiga i desapareguda Torre Gran del Prat, corroboren aquesta cronologia, doncs de la Torre Gran n'ha arribat documentació.

## Història
Apareix a la Consueta Parroquial d'inicis del segle xix amb el nom de "Tibís".